# Генріх VI (імператор Священної Римської імперії)
Генріх VI Гогенштауфен (1165–1197) — король Німецького королівства з 1169 до 1197 року, імператор Священної Римської імперії з 1191 до 1197, король Сицилійського королівства з 1194 до 1197 року. Походив з династії Гогенштауфенів.

## Біографія

### Молоді роки
Народився в місті Неймеген у родині імператора Фрідріха І Барбаросси та Беатріс Бургундської. Він отримав гарну освіту, писав вірші. У 1168 році став королем Німеччини разом з батьком, а у 1169 році королем римлян. У дорослому віці виконував різні доручення імператора. У липні 1184 року під час військового походу для допомоги польському князю Мешкові III він скликав хофтаг (неофіційні збори) у фортеці Петерсберг в Ерфурті для розв'язання конфлікту. В ході засідання під вагою учасників зібрання другий поверх будівлі рухнув, і більшість із них провалилися у вигрібну яму під цокольним поверхом, де близько 60 з них загинуло. Ця подія увійшла в історію під назвою Ерфуртська катастрофа. Сам Генріх VI залишився живим.
У 1187 році Фрідріх Барборосса влаштував шлюб Генріха з тіткою короля Сицилії Констанцією. Цього ж року, 27 січня, Генріх стає королем Італії.
У 1188 році Генріх супроводжував новообраного папу римського Климента III до Рима. Тут він замирив понтифіка з громадянами. У 1189 році Генріх вів перемовини з папським престолом щодо умов Третього хрестового походу, подальших стосунків імперії з папою римським. Було досягнуто порозуміння щодо коронування Генріха імператором Священної римської імперії ще за життя Фрідріха Барбаросси.
Відправившись у Третій хрестовий похід, Барбаросса передав владу над Німеччиною та Італією синові. Після загибелі батька у 1190 році Генріх став готуватися до коронації на імператора. Вона відбулася без проблем 15 квітня 1191 року у Римі. Коронував Генріха папа римський Целестин III.

### Імператор
Генріх VI продовжував політику свого батька щодо зміцнення влади династії Гогенштауфенів всередині імперії, розширення впливу та ваги імперії зовні. У 1191 році Генріх вдерся до півдня Італії, намагаючись закріпити свої права на Сицилійське королівство після смерті Вільгельма II. Втім, хвороби у війську змусили імператора відступити. Водночас повстав Генріх Вельф, син Генріха Лева. По поверненню до Німеччини Генріх VI швидко розбив супротивника й змусив залишити країну.
У 1191 році васал та союзник Генріха Леопольд V Бабенберг, герцог Австрії підступно захопив у полон Річарда I Левове Серце, короля Англії. У 1192 році Генріх витребував Річарда до себе. Навзаєм Леопольд Австрійський отримав 50 тисяч марок сріблом. На Рейхстазі у Шпаєрі Генріх VI вирішив судити короля Англії, закидаючи тому різні провини під час Третього хрестового походу. Генріх бажав повністю підкорити собі Річарда I й Англійське королівство з огляду на те, що останній був родичем та союзником Вельфів. Водночас Генріх VI вступив у союз з королем Франції Філіпом II. Але згодом дипломатичні здібності Річарда I перевершили потуги Генріха VI. Річард, перебуваючи у полоні, зумів організувати потужну опозицію проти імператора. Туди увійшли герцоги Брабантський і Лімбурзький, маркграфи Герман Тюринзький та Альбрехт Майсенський, архієпископ Бруно Кельнський, архієпископ Майнцький, герцог Бертольд Церінген. До того ж після конфлікту навколо єпископства Льєзького у 1192 році папа римський також став підтримувати Річарда I. З огляду на це все Генріх VI вдовольнився викупом у 150 тисяч марок сріблом та формальною васальною присягою.
У 1194 році помер Танкред Лечче, король Сицилії. Генріх VI знову рушив на південь Італії. Тут він розбив війська королеви Сибілли, регентші малолітнього короля Вільгельма, змусив її врешті-решт зректися від імені сина трону. Тоді ж виникла змова норманських баронів. Генріх VI її жорстко придушив. Сибіллу та трьох її доньок відправив до замку Гоенбург у Німеччині, а Вільгельма наказав осліпити, каструвати та запроторити до віку у замок Гоенемс. після цього Генріх VI став ще королем Сицилії. В цьому ж році арабські володарі Тунісу визнали над собою владу Священної Римської імперії.
Після цих успіхів імператор став готуватися до нового хрестового походу. Для зміцнення своїх позицій Генріх VI вирішив зробити владу Гогенштауфенів спадковою. Втім на Вормському Рейхстазі 1195 року ця вимога була відкинута німецькими володарями. Після цього Генріх повернувся на південь Італії, де продовжив приборкання місцевих баронів. Водночас його владу визнають правителі Кілікійської Вірменії, Антіохії та Кіпру.
Перебуваючи в Італії Генріх VI розвинув бурхливу діяльність. Були відправлені перші загони хрестоносців до Палестини. Тут у місті Мессіна 28 вересня 1197 року Генріх VI раптово помер або від малярії, або від пневмонії.

## Родина
Дружина:
- Констанція (1154—1198), донька Рожера II, короля Сицилії.

Діти:
- Фрідрих (1194—1250).